# Brachythoracosepsis rossii
Brachythoracosepsis rossii är en tvåvingeart som först beskrevs av Lorenzo Munari 1982.  Brachythoracosepsis rossii ingår i släktet Brachythoracosepsis och familjen svängflugor.
Artens utbredningsområde är Sierra Leone. Inga underarter finns listade i Catalogue of Life.